# Канунников, Александр Иванович
Александр Иванович Канунников (1923 — 9 августа 2000) — советский, российский врач-хирург. Народный врач СССР (1984).

## Биография
Родился в 1923 году.
Участник войны.
В 1953 году окончил Челябинский медицинский институт, там же, в 1956 году — клиническую ординатуру.
С 1956 года работает в Республиканской клинической больнице, в Кызыле Тувинской АССР, с 1957 — заведующий общим хирургическим отделением. 
Умер 9 августа 2000 года.

### Семья
Был дважды женат. От второй жены, Алевтины Петровны, имел сына и дочь. Дочь — врач, сын — инженер.

## Награды и звания
- Народный врач СССР (1984)
- Орден Красной Звезды
- Орден Отечественной войны I степени
- Орден Отечественной войны II степени
- Медаль «За взятие Берлина»
- Медали.